# اریکپل
اریکپل (انگلیسی: Ericpol) شرکت تجهیزات مخابراتی لهستانی است، که در سال ۱۹۹۱ تأسیس شد.